# Ruschia vanbredai
Ruschia vanbredai är en isörtsväxtart som beskrevs av L. Bol. Ruschia vanbredai ingår i släktet Ruschia och familjen isörtsväxter. Inga underarter finns listade i Catalogue of Life.